# Copa Sub-20 de la COSAFA 2020
La Copa Sub-20 de la COSAFA 2020 fue la 27ª edición del Campeonato Sub-20 de la  COSAFA. Se disputó entre el 3 y 13 de diciembre en el  Municipio Metropolitano de Nelson Mandela Bay, Sudáfrica.
El torneo fue también la primera ronda de clasificación para la Copa Mundial de Fútbol Sub-20 de 2021 que se jugaría en Indonesia en 2021, ya que los finalistas se clasificaron para la Copa Africana de Naciones Sub-20 de 2021, que se jugó en Mauritania, donde los semifinalistas se clasificaron para la Copa Mundial Sub-20.

## Participantes[4]
| - Angola - Botsuana - Comoras - Suazilandia - Lesoto - Malaui | - Mozambique - Namibia - Sudáfrica (Anfitrión) - Zambia (Campeón defensor) - Zimbabue |

## Fase de grupos

### Grupo A
| Equipo     | PJ | PG | PE | PP | GF | GC | Dif. | PTS |
| ---------- | -- | -- | -- | -- | -- | -- | ---- | --- |
| Mozambique | 3  | 2  | 1  | 0  | 3  | 0  | +3   | 7   |
| Sudáfrica  | 3  | 1  | 2  | 0  | 9  | 2  | +7   | 5   |
| Zimbabue   | 3  | 1  | 1  | 1  | 6  | 5  | +1   | 4   |
| Lesoto     | 3  | 0  | 0  | 3  | 1  | 12 | −11  | 0   |

| 3 de diciembre de 2020 | Mozambique  | 1:0 (1:0) | Lesoto | Estadio Wolfson, Port Elizabeth, Sudáfrica |                             |
| 12:30                  | Cipriano 9' | Reporte   |        | Árbitro(s): Akhona Makalima                | Árbitro(s): Akhona Makalima |

| 3 de diciembre de 2020 | Sudáfrica                 | 2:2 (0:1) | Zimbabue                       | Estadio Wolfson, Port Elizabeth, Sudáfrica |                            |
| 15:30                  | Appollis 46' · Makola 90' | Reporte   | Mutimbanyoka 9' · Mujokoro 75' | Árbitro(s): Letticia Viana                 | Árbitro(s): Letticia Viana |

| 6 de diciembre de 2020 | Mozambique                      | 2:0 (0:0) | Zimbabue | Estadio Wolfson, Port Elizabeth, Sudáfrica |                              |
| 12:30                  | Cipriano 57' (pen.) · Pinho 85' |           |          | Árbitro(s): Ishmael Chizinga               | Árbitro(s): Ishmael Chizinga |

| 6 de diciembre de 2020 | Lesoto | 0:7 (0:3) | Sudáfrica                                                                       | Estadio Wolfson, Port Elizabeth, Sudáfrica |                              |
| 15:30                  |        |           | Mohale 6' (a.g.) · Human 17' · Mvika 43', 62', 86' · Appollis 46' · Myeni 90+2' | Árbitro(s): Keabetswe Dintwa               | Árbitro(s): Keabetswe Dintwa |

| 8 de diciembre de 2020 | Sudáfrica | 0:0 (0:0) | Mozambique | Estadio Wolfson, Port Elizabeth, Sudáfrica |                                    |
| 15:30                  |           | Reporte   |            | Árbitro(s): Lebalang Martin Mokete         | Árbitro(s): Lebalang Martin Mokete |

| 8 de diciembre de 2020 | Zimbabue                                                         | 4:1 (3:1) | Lesoto       | Estadio Gelvandale, Port Elizabeth, Sudáfrica |                              |
| 15:30                  | Monyaka 19' (a.g.) · Mandinyenya 22' · Mangiza 32' · Antonio 66' | Reporte   | Lebina 45+2' | Árbitro(s): Keabetswe Dintwa                  | Árbitro(s): Keabetswe Dintwa |

### Grupo B
| Equipo  | PJ | PG | PE | PP | GF | GC | Dif. | PTS |
| ------- | -- | -- | -- | -- | -- | -- | ---- | --- |
| Zambia  | 3  | 3  | 0  | 0  | 5  | 0  | +5   | 9   |
| Namibia | 3  | 2  | 0  | 1  | 3  | 2  | +1   | 6   |
| Malaui  | 3  | 1  | 0  | 2  | 2  | 4  | −2   | 3   |
| Comoras | 3  | 0  | 0  | 3  | 0  | 4  | −4   | 0   |

| 4 de diciembre de 2020 | Malaui         | 1:0 (0:0) | Comoras | Estadio Wolfson, Port Elizabeth, Sudáfrica |                              |
| 12:30                  | Monogeni 90+4' | Reporte   |         | Árbitro(s): Mathews Hamalila               | Árbitro(s): Mathews Hamalila |

| 4 de diciembre de 2020 | Zambia      | 1:0 (0:0) | Namibia | Estadio Wolfson, Port Elizabeth, Sudáfrica |                                    |
| 15:30                  | Mashata 62' | Reporte   |         | Árbitro(s): Lebalang Martin Mokete         | Árbitro(s): Lebalang Martin Mokete |

| 7 de diciembre de 2020 | Comoras | 0:2 (0:2) | Zambia                      | Estadio Wolfson, Port Elizabeth, Sudáfrica |                          |
| 12:30                  |         |           | Chishimba 3' · Bulaya 45+4' | Árbitro(s): Abongile Tom                   | Árbitro(s): Abongile Tom |

| 7 de diciembre de 2020 | Namibia                    | 2:1 (2:1) | Malaui     | Estadio Wolfson, Port Elizabeth, Sudáfrica |                            |
| 15:30                  | Jantze 4' · Canavaro 45+3' |           | Nkhoma 10' | Árbitro(s): Letticia Viana                 | Árbitro(s): Letticia Viana |

| 9 de diciembre de 2020 | Zambia          | 2:0 (1:0) | Malaui | Estadio Wolfson, Port Elizabeth, Sudáfrica |                             |
| 15:30                  | Mukeya 21', 68' | Reporte   |        | Árbitro(s): Akhona Makalima                | Árbitro(s): Akhona Makalima |

| 9 de diciembre de 2020 | Namibia     | 1:0 (0:0) | Comoras | Estadio Gelvandale, Port Elizabeth, Sudáfrica |                            |
| 15:30                  | Damaseb 77' | Reporte   |         | Árbitro(s): Letticia Viana                    | Árbitro(s): Letticia Viana |

### Grupo C
| Equipo      | PJ | PG | PE | PP | GF | GC | Dif. | PTS |
| ----------- | -- | -- | -- | -- | -- | -- | ---- | --- |
| Angola      | 2  | 1  | 0  | 1  | 4  | 1  | +3   | 3   |
| Suazilandia | 2  | 1  | 0  | 1  | 1  | 1  | 0    | 3   |
| Botsuana    | 2  | 1  | 0  | 1  | 1  | 4  | −3   | 3   |

| 4 de diciembre de 2020 | Angola | 0:1 (0:0) | Suazilandia | Estadio Gelvandale, Port Elizabeth, Sudáfrica |                          |
| 15:30                  |        | Reporte   | Ndlovu 77'  | Árbitro(s): Abongile Tom                      | Árbitro(s): Abongile Tom |

| 6 de diciembre de 2020 | Botsuana | 0:4 (0:1) | Angola                                                | Estadio Gelvandale, Port Elizabeth, Sudáfrica |                             |
| 15:30                  |          |           | Salvador 43', 90+2' (pen.) · Gastão 66', 90+4' (pen.) | Árbitro(s): Akhona Makalima                   | Árbitro(s): Akhona Makalima |

| 8 de diciembre de 2020 | Suazilandia | 0:1 (0:1) | Botsuana   | Estadio Wolfson, Port Elizabeth, Sudáfrica |                                 |
| 12:30                  |             | Reporte   | Molefe 42' | Árbitro(s): Mathews M. Hamalila            | Árbitro(s): Mathews M. Hamalila |

## Fase final

### Tabla semifinal, final y tercer puesto
|  | Semifinales     | Semifinales     |   |                 | Final           | Final |  |
|  |                 |                 |   |                 |                 |       |  |
|  |                 |                 |   |                 |                 |       |  |
|  | 11 de diciembre |                 |   |                 |                 |       |  |
|  | Angola          | 0               |   |                 |                 |       |  |
|  | Namibia         | 1               |   |                 |                 |       |  |
|  |                 |                 |   |                 |                 |       |  |
|  |                 |                 |   |                 | 13 de diciembre |       |  |
|  |                 |                 |   |                 | Namibia         | 0     |  |
|  |                 | Mozambique      | 1 |                 |                 |       |  |
|  |                 |                 |   |                 |                 |       |  |
|  |                 |                 |   |                 |                 |       |  |
|  |                 |                 |   |                 | Tercer lugar    |       |  |
|  | 11 de diciembre | 11 de diciembre |   | 13 de diciembre | 13 de diciembre |       |  |
|  | Mozambique      | 0 (5)           |   | Angola          | 2               |       |  |
|  | Zambia          | 0 (4) (pen.)    |   |                 | Zambia          | 1     |  |

### Semifinales
| 11 de diciembre de 2020, 12:00 | Angola | 0:1 (0:0) | Namibia     | Estadio Wolfson, Port Elizabeth |                             |
|                                |        |           | Damaseb 63' | Árbitro(s): Akhona Makalima     | Árbitro(s): Akhona Makalima |

| 11 de diciembre de 2020, 15:30 | Mozambique | 0:0 (0:0) (5:4 p.) | Zambia | Estadio Wolfson, Port Elizabeth |  |
|                                |            |                    |        | Árbitro(s): Keabetswe Dintwa    |  |

### Tercer puesto
| 13 de diciembre de 2020, 12:00 | Angola                    | 2:1 (2:0) | Zambia           | Estadio Nelson Mandela Bay, Port Elizabeth |                            |
|                                | Afonso 21' · Salvador 37' |           | Mumba 57' (pen.) | Árbitro(s): Letticia Viana                 | Árbitro(s): Letticia Viana |

### Final
| 13 de diciembre de 2020, 15:00 | Mozambique  | 1:0 (1:0) | Namibia | Estadio Nelson Mandela Bay, Port Elizabeth |                          |
|                                | Augusto 31' | Reporte   |         | Árbitro(s): Abongile Tom                   | Árbitro(s): Abongile Tom |

|                                |
| Bandera de Mozambique          |
| Campeón Mozambique 1.er título |

## Clasificados a laCopa Africana de Naciones Sub-20 de 2021
| Bandera de Mozambique | Bandera de Namibia |
| Mozambique            | Namibia            |